# Abdellatif Ghissassi
 (février 2016).
Si vous disposez d'ouvrages ou d'articles de référence ou si vous connaissez des sites web de qualité traitant du thème abordé ici, merci de compléter l'article en donnant les références utiles à sa vérifiabilité et en les liant à la section « Notes et références ».
Abdellatif Ghissassi est un politicien marocain né le 16 novembre 1937. Il a été ministre à plusieurs reprises sous le règne du roi Hassan II. 

## Études
Abdellatif Ghissassi obtint son baccalauréat en Sciences mathématiques en Juin 1955 au lycée Moulay Idriss de Fez. Après deux années de classe préparatoire scientifique du Lycée Lyautey à Casablanca, il intègre l'École Nationale des Ponts et Chaussées à Paris. 

## Carrières
Il est nommé ministre des travaux publics et des communications puis ministre du commerce de l'industrie et des mines, puis ministre des finances et enfin ministre de l'agriculture et de la réforme agraire,. 
Abdellatif Ghissassi est aussi nommé par Sa Majesté Hassan II Président Directeur Général de la Société anonyme marocaine de l'industrie du raffinage de Mohammédia. Au cours de son mandat Ghissassi a mis en œuvre un programme permettant d’assurer l’approvisionnement durable et fiable du pays en produits pétrolier.
À partir d'un groupe parlementaire dominant, il participe en octobre 1978 à la création d'un  nouveau parti : le Rassemblement national des indépendants. C'est sous cette étiquette qu'il sera député à la Chambre des représentants.
Sa carrière politique s'arrête durant les années 1980 où il est nommé à la tête de la Société marocaine et des émirats arabes unis pour le développement (SOMED). Ghissassi entame un virement stratégique de ce holding privé à capitaux maroco-émiratis, œuvrant au développement économique et social du Maroc à travers la réalisation d’investissements créateurs d’emplois et de valeur ajoutée. Il recentre le groupe sur cinq domaines d’activités stratégiques: l’hôtellerie, l’immobilier, l’industrie et le négoce, l’agroalimentaire et la pêche.
Abdellatif Ghissassi marqua la vie politique et économique marocaine sous l'ère du roi Hassan II.[réf. nécessaire][non neutre]

## Fonctions occupées
- Ministre des travaux publics et des communications du 12 avril 1972 au 20 novembre 1972
- Ministre du commerce de l'industrie et des mines du 25 avril 1974 au 10 octobre 1977

- Ministre des finances du 10 octobre 1977 au 27 mars 1979
- Ministre de l'agriculture et de la réforme agraire du 27 mars 1979 au 5 octobre 1981
- Député a la chambre des représentants
- Directeur de la SAMIR
- Président du CRT Agadir
- Vice-président de la CNIA
- Président de la SOMED
- Président d'honneur de la CGEM
- Vice-président de la FAO (l'Organisation des Nations unies pour l'alimentation et l'agriculture)[4]